# OnlyOffice
OnlyOffice (dawniej TeamLab Office) – pakiet oprogramowania biurowego, którego producentem jest łotewskie przedsiębiorstwo Ascensio System SIA. W skład pakietu wchodzą: edytor tekstu, arkusz kalkulacyjny i program do tworzenia prezentacji.
OnlyOffice działa w oparciu o interfejs inspirowany pakietem Microsoft Office. Oferuje kompatybilność z programami Word, Excel i PowerPoint. Do dyspozycji użytkownika pozostawiono funkcję integracji z dyskami sieciowymi oraz możliwość współdzielenia dokumentów.
W 2014 r. produkt zmienił nazwę z TeamLab Office na OnlyOffice.
Pakiet jest oferowany bezpłatnie do użytku osobistego.